# Oliver Peschel
Oliver Peschel (* 1964 in München) ist ein deutscher Rechtsmediziner. Er forscht und lehrt als Professor an der Ludwig-Maximilians-Universität München. 

## Ausbildung und Beruf
Peschel legte sein Abitur am Gymnasium Grafing in Grafing bei München ab und absolvierte ein Medizinstudium an der Ludwig-Maximilians-Universität München, nachdem er zunächst zwei Semester Chemie studiert hatte. Er wurde 1991, im Jahr seines Studienabschlusses mit einer rechtsmedizinischen Arbeit zur Totenstarre promoviert. 
1993 wurde Peschel Assistenzarzt am Institut für Rechtsmedizin der Universität München und blieb seither dem Institut verbunden. Nach seiner Anerkennung als Arzt für Rechtsmedizin wurde er Oberarzt, nach seiner Habilitation mit einer Arbeit zur Rekonstruktion von Schussverletzungen wurde er 2015 zum außerplanmäßigen Professor ernannt.

## Forschungsinteressen und Auslandstätigkeiten
Peschel forschte an unterschiedlichen Themenkreisen, um sie für Rückschlüsse auf das Tatgeschehen nutzbar zu machen, vor allem:
- Beurteilung von Wunden aus Schusswaffengebrauch
- Verteilungsmuster von Blutspuren am Tatort

Ein großer Teil seiner Arbeit ist darüber hinaus der Identifikation unbekannter Toter gewidmet; Peschel hat zu diesem Thema Forschungen beigetragen und praktisch gearbeitet. Bei Auslandseinsätzen war er als Teilnehmer der Exhumierungs-Mission des UN-Kriegsverbrechertribunals für das frühere Jugoslawien an Identifikationen in Bosnien und im Kosovo beteiligt; er arbeitete an der Identifikation der Opfer der Brandkatastrophe in Kaprun mit. Hilfe leistete er auch bei der Identifikation von Opfern des Tsunamis in Thailand. Seit 2016 ist er als Nachfolger von Eduard Egarter Vigl Konservierungsbeauftragter für die Gletschermumie Ötzi.

## Auszeichnungen
2016 erhielt Oliver Peschel von der Deutschen Gesellschaft für Rechtsmedizin den Konrad-Händel-Stiftungspreis.

## Werke
- Andreas G. Nerlich, Oliver Peschel, Judith Wimmer: „… berührt von der Majestät des Todes …“. Die Mumie in der Kirchengruft von St. Thomas am Blasenstein. Wagner, Linz 2019, ISBN 978-3-903040-42-7.
- Josef Rohrer: Cold Case Ötzi. Eine Spurensicherung von Alexander Horn, Oliver Peschel und Andreas Putzer. Folio, Wien/Bozen 2024, ISBN 978-3-85256-904-8.